# Nina Simone
Eunice Kathleen Waymonová, známá pod svým uměleckým jménem Nina Simone (21. února 1933, Tryon, Severní Karolína, Spojené státy americké – 21. dubna 2003 v Carry-le-Rouet, Bouches-du-Rhône, Francie), byla americká zpěvačka, skladatelka, pianistka a bojovnice za občanská práva.
Nejčastěji se její jméno objevuje ve spojení s jejím pěveckým vyjádřením jazzové hudby. Původně chtěla být klavírní virtuózkou, ale její tvorba zahrnula množství stylů, od klasické hudby, jazzu, blues, soulu, folku, R&B, gospelu až po pop. Pro její zpěv byly charakteristické prudké vášně, uvolněné vibrato a jemně androgynní zabarvení hlasu. Její neobvykle velký hlasový rozsah kolísal mezi altem a tenorem (příležitostně dokonce dosahoval hloubky barytonu).
Nahrála více než 40 živých a studiových alb, největší část z nich byla vydána mezi lety 1958 (kdy vyšel její debut s Little Girl Blue) a 1974. Nejznámější písně jsou My Baby Just Cares for Me, I Put a Spell on You, Four Women, I Loves You Porgy, Feeling Good, Don't Let Me Be Misunderstood, Sinnerman, To Be Young, Gifted and Black, Mississippi Goddamn, Ain't Got No, I Got Life and I Want a Little Sugar in My Bowl. Její hudba a poselství měly obrovský kulturní dopad.

## Životopis

### Mládí (1933–1954)
Narodila se ve městě Tryon, ve státě Severní Karolína v USA, jako jedno z osmi dětí v chudé rodině. Ve třech letech začala hrát na piano, první píseň, kterou se naučila, byla hymna God Be With You, Till We Meet Again. V hraní pokračovala v místním kostele, kde ukázala svůj hudební talent. Jejím premiérovým koncertem byl ve 12 letech recitál vážné hudby. Během představení si její rodiče museli přesednout z míst v první řadě dozadu, aby udělali místo pro bělochy. Simone prohlásila, že nebude hrát, dokud se rodiče nevrátí na svá původní místa. Tento incident byl jedním z motivů jejího pozdějšího zapojení do hnutí za občanská práva.
Matka Mary Kate Waymon byla zapálená metodistická duchovní; její otec, John Divine Waymon, byl údržbář a příležitostně holič, jenž měl chatrné zdraví. Matka pracovala jako hospodyně a její zaměstnavatel si uvědomil talent, kterým Eunice oplývala, proto poskytl rodině prostředky na hodiny hry na piano. V 17 letech se přestěhovali do Philadelphie v Pensylvánii. Zde se Eunice setkala s rasismem, když žádala o stipendium na místní škole. Vyplnila úspěšně testy o svých schopnostech a výborně prospěla, její talent byl zřejmý. Přesto stipendium nedostala. Když se ptala svého zkoušejícího, proč jí nebylo přiděleno stipendium, odpověděl jí: „protože jsi černoška.“ Jinou obětí rasismu v té době byla skladatelka a klavíristka Philippa Schuyler z New Yorku.
Tyto zkušenosti ji později vedly k boji za občanská práva. Učila se hrát na klavír v New Yorku na Juilliard School of Musica a doprovázela zpěváky, aby si vydělala na vlastní studia. S pomocí soukromého učitele se připravila na zkoušky pro studium hry na piano na Curtisově institutu, ale opět byla odmítnuta. Věřila, že byla odmítnuta z důvodu, že je černoška a že je žena.

### První úspěchy (1954–1959)
Vydělávala si na studia hrou na piano v Midtown Bar & Grill na Pacific Avenue v Atlantic City. Majitel si dal podmínku, že práci dostane pouze pokud bude při hře na piano také zpívat. V roce 1954 přijala jevištní jméno „Nina Simone“, protože nechtěla, aby její matka věděla, že hraje „ďábelskou hudbu“. Nina („niña“ ve španělském významu děvčátko) byla přezdívka, kterou ji dal její přítel, a Simone vzniklo podle francouzské herečky Simone Signoretové, kterou viděla ve filmu Zlatá čapka.
Hrála a zpívala v baru směs jazzu, blues a klasické hudby a časem si vytvořila malou, ale oddanou skupinu obdivovatelů.
V roce 1958 po zkušenostech s hrou v malých klubech nahrála píseň George Gershwina I Loves You, Porgy (z opery Porgy and Bess), kterou se naučila podle alba Billie Holiday a zpívala ji pro své přátele. Tato nahrávka se dostala do Billboard top 40 success v USA, brzy pak následovalo debutové album Little Girl Blue nahrané u Bethlehem Records. Simone neměla z alba nikdy finanční prospěch, prodala svá práva za 3000 dolarů a ztratila tak více než milion dolarů na honoráři (hlavně vzhledem k úspěšným reedicím písně My Baby Just Cares for Me během 80. let).

### Popularita (1959–1964)
Po úspěchu Little Girl Blue podepsala kontrakt s velkou společností Colpix Records, následoval řetězec studiových i živých alb.

### Éra boje za občanská práva (1964–1974)
Velmi ji ovlivnil její blízký přítel, spisovatel James Baldwin. Baldwin, spolu s Langstonem Hughesem a Lorraine Hansberryovou, upozornil Ninu Simone na rasovou nerovnost té doby a na skupiny, které vznikaly, aby proti tomuto bojovaly. Baldwin ji také odkázal na literaturu, aby si v této problematice rozšířila obzor.
Během roku 1964 změnila distributora desek z americké společnosti Colpix na holandskou společnost Dutch Philips, což znamenalo také změnu v obsahu nahrávek. Do svého repertoáru měla vždy zařazeny písně, které se vztahovaly k problémům černochů v Americe (například Brown Baby či Zungo na albu The Village Gate z roku 1962). Ale na svém debutovém albu pro Philips, Nina Simone in Concert (živá nahrávka, 1964), poprvé otevřeně pojmenovala v písni Mississippi Goddam rasovou nerovnost, o jejíž existenci v USA byla přesvědčena. Byla to její odpověď na vraždu Medgara Everse a teroristický útok na 16 street Baptist Church – kostel v Birminghamu, kde dne 15. září 1963 zahynuly čtyři černošské dívky. Píseň byla vydána i jako singl a v určitých jižních státech USA byla bojkotována. Píseň Old Jim Crow na stejném albu reagovala na segregační zákon Jim Crow Laws.
I nadále byl boj za občanská práva součástí jejího repertoáru a živých představení. Účinkovala a promlouvala na mnoha setkáních pro občanská práva, například Selma to Montgomery marches. Nahrála cover verzi písně Billie Holiday o lynči černochů na jihu USA Strange Fruit (album Pastel Blues, 1965), nazpívala Images, poem básníka Williama Waringa Cuneye na album Let It All Out (1966), píseň se stala hymnou za krásu černé barvy pleti.
Složila píseň Four Women o čtyřech různých charakterech afroamerických žen, které představují čtyři sociální stereotypy, a nazpívala ji na album Wild Is the Wind (1966).
V roce 1967 přešla od společnosti Philips k RCA Victor. Na své první album Nina Simone Sings the Blues (1967) nazpívala Backlash Blues, které napsal její přítel Langston Hughes. Na Silk & Soul (1967) nahrála písně Billy Tailora I Wish I Knew How It Would Feel to Be Free a Turning Point. Album Nuff Said (1968) obsahuje živé nahrávky z Westbury Music Fair, koncertu uskutečněného 7. dubna 1968, tři dny po vraždě Martina Luthera Kinga, Jr. Věnovala jeho smrti celé představení, zpívala Why? (The King of Love Is Dead), píseň, kterou napsal její baskytarista přímo poté, co je dostihla zpráva o Kingově smrti.
Spolu s Weldonem Irvinem přetvořila poslední nedokončenou hru své přítelkyně afroamerické spisovatelky Lorraine Hansberry To Be Young, Gifted and Black v píseň o občanských právech. Byla nahrána živě a posléze vydána na albu Black Gold (1970). Studiová nahrávka byla připravena jako singl, cover verzi písně nazpívala Aretha Franklin na stejnojmenném albu v roce 1972 a zpěvák Donny Hathaway na albu Everything Is Everything (1970).

### Další život (1974–2003)
USA opustila v září 1970, kdy odletěla na Barbados za svým manželem a manažerem Andrewem Troudem. Protože se osobně i názorově rozešli, zde se s ním rozvedla. Po návratu do USA měla problémy s dluhy na daních, a tak se vrátila na Barbados, aby se vyhnula úřadům a žalobám. Poté žila v několika zemích, přítelkyně Miriam Makeba ji přiměla odcestovat do Libérie, dále žila ve Švýcarsku, Nizozemsku, v roce 1992 se usídlila natrvalo ve Francii.
Album It Is Finished nahrála ještě u RCA Records v roce 1974. V roce 1978 ji přesvědčil vlastník CTI Records, Creed Taylor, aby natočila album Baltimore. Komerčního úspěchu nedosáhlo, ale získalo ocenění kritiky a bylo označeno za uměleckou renesanci její tvorby. Výběr materiálu ukazoval na eklekticismus; byly tam spirituály stejně jako populární hudba, například píseň od Hall & Oates "Rich Girl". O čtyři roky později nahrála ve Francii Fodder on My Wings.
Během roku 1980 vystupovala pravidelně v Ronnie Scott's jazz clubu v Londýně, kde v roce 1984 natočila také album Live at Ronnie Scott's.
V roce 1987 využili originální nahrávku z roku 1958 My Baby Just Cares for Me v reklamě na parfém Chanel No. 5. To odstartovalo nová vydání písně, která se vyšplhala na páté místo UK singles chart. Autobiografie I Put a Spell on You byla vydána během roku 1992 a v té době nahrála i své poslední album  A Single Woman.
Během roku 1993 se Simone usadila v jižní Francii. Měla již několik let rakovinu plic a zemřela ve spánku doma v Carry-le-Rouet 21. dubna 2003. Pohřebního obřadu se účastnily zpěvačky Miriam Makeba a Patti Labelle, básnířka spojená s Black Arts Movement Sonia Sanchez, herec Ossie Davis a stovky dalších. Elton John vyjádřil úctu květinami se zprávou „Byla jsi nejslavnější a miluji tě“. Popel byl rozsypán v několika afrických zemích. Zanechala zde dceru, Lisu Celeste Stroud, která je herečkou a zpěvačkou. Ta převzala jevištní jméno Simone a objevila se například v Jesus Christ Superstar či Aidě na Broadwayi.

## Vystupování na jevišti
Simone pro své jevištní vystupování ve stylu „královny“ získala titul "Nejvyšší kněžka soulu" ("High Priestess of Soul"). Velký důraz kladla na vyjádření emocí pomocí hudby. Během jednoho alba nebo koncertu dokázala projevit jak překypující veselí, tak tragickou melancholii. Její živá vystoupení byla považována za happeningy, kde vystupovala jako zpěvačka, pianistka, tanečnice, herečka nebo aktivistka.
Do programu vkládala monology a dialogy s publikem a často užívala ticho jako hudební prvek. Simone to srovnávala s „masovou hypnózou“, kterou užívá během koncertu. Na většině svých nahrávek, jak živých, tak studiových, měla stálý doprovod perkusionisty Leopoldo Flemminga a kytaristy Al Schackmana.

## Osobní život
Kolísání emocí provázelo i její osobnost a osobní život. Simone měla v hudebním světě pověst vrtkavé osobnosti s tím, že s ní bylo těžké vyjít. V roce 1995 zranila syna sousedky vzduchovou pistolí poté, co jeho smích narušil její soustředění. Také použila zbraň na člena nahrávací společnosti, kterého obvinila z krádeže honoráře. Dnes se tato extempore přičítají její bipolární poruše. Simone neochotně brala léky na zmírnění příznaků od poloviny 60. let. To vše věděla pouze skupina jejích nejbližších a držela to v tajnosti po mnoho let. Teprve v biografii Break Down And Let It All Out, kterou napsali Sylvia Hampton a David Nathan, vyšla v roce 2004 pravda na veřejnost.

## Pohled na rasismus
Obhajovala násilnou revoluci během období boje za občanská práva a stála v opozici proti nenásilnému přístupu Martina Luthera Kinga. Doufala, že Afroameričané by mohli pomocí boje vytvořit vlastní stát. Nebyla však rasistkou a ve své autobiografii říká, že její rodina i ona sama považují všechny lidské rasy za rovné.

## Odkaz a vliv
Je často citována umělci různých směrů jako zdroj jejich inspirace: Elkie Brooks, Cat Stevens, Peter Gabriel, Mary J. Blige, Michael Gira, Lauryn Hill, Alicia Keys, Amanda Palmer a Jeff Buckley. John Lennon uvedl, že její pojetí písně I Put a Spell on You bylo inspirací pro píseň Michelle.
Cover verze jejich písní vytvořili: Carola, Aretha Franklin, Marilyn Manson, Donny Hathaway, David Bowie, Elkie Brooks, Roberta Flack, Jeff Buckley, The Animals, Muse, Natacha Atlas, Cat Power, Katie Melua, Timbaland, Feist, Shara Worden a Michael Bublé.
Mnoho hiphopových a jiných moderních umělců vytvořilo samply a mixy jejich rytmických písní a vydali je na deskách. Talib Kweli a Mos Def. složili hold jejímu hudebnímu stylu.
Její hudba je součástí soundtracků k různým filmům: Big Lebowski (1998), Notting Hill (1999), Aféra Thomase Crowna (1999), The Dancer Upstairs (2002), Před úsvitem (2004), Inland Empire (2006), Kurs negativního myšlení (2006), Sex ve městě (2008), Nouzový východ (2008) a Strážci – Watchmen (2009). Její hudba se uplatnila také v remixech, reklamách a TV seriálech.
Její smrt byla bodem, který určil další životní cesty hrdinky českého filmu Tajnosti.
Také v roce 2009 byla její píseň Feeling Good použita jako hlavní znělka počítačové hry The Saboteur.

## Životopisné filmy
Dokumentární film Nina Simone: La Legende (The Legend) je dílem francouzských filmařů a vznikl v roce 1992. Vychází z její autobiografie I Put A Spell On You a zachycuje různá období její kariéry, rozhovory s přáteli a rodinou, různé rozhovory s Ninou Simone v době života v Nizozemí a na cestě za matkou do jejího rodiště. Velký počet věcí byl převzat z dřívějšího 26minutového biografického dokumentu od Petra Rodise, který vyšel v roce 1969 a měl jednoduchý název Nina.
Plány pro další životopisný film film vznikly na konci roku 2005. Film má být založen na životopisné knize I Put A Spell On You (1992) a zaměří se také na její vztah v pozdějším životě se spolupracovníkem Cliftonem Hendersonem, který zemřel v roce 2006. Na scénáři pracuje Cynthia Mort (TV filmy Will & Grace, Roseanne) a hlavní roli má ztvárnit Mary J. Blige. Film má přijít do kin v roce 2012.

## Koncerty
- (2001) Carnegie Hall, New York – poslední koncert
- (1992) Montreal, Kanada – album Nina Simone in Montreal[40]
- (1990) Montreux Jazz Festival 1990
- (1984) Ronnie Scott's Club, Londýn, opakovaná vystoupení – album Live at Ronnie Scott's
- (1976) Jazzový festival v Montreaux – album Nina Simone – jazz festival in Montreaux
- (1968) Paříž – album The Great Show Live In Paris, vyšlo až v roce 1975
- (1968) Westbury Music Fair, New York – album Nuff Said!, které reaguje na smrt Martina Luthera Kinga
- (1964) Carnegie Hall, New York – album Nina Simone in Concert
- (1963) Carnegie Hall, New York – album Nina Simone at Carnegie Hall a Folky Nina
- (1962) Village Gate, Greenwich Village, New York – album Nina at the Village Gate
- (1960) Newport – album Nina in Newport
- (1959) Town Hall, New York – album Nina Simone at Town Hall

## Ocenění
Na Human Kindness Day v roce 1974 ve Washingtonu vzdalo poctu Nině Simone více než 10 000 lidí.
Obdržela dva čestné doktoráty za hudbu a za humanitu od University of Massachusetts a Malcolm X College. Poté, co tyto pocty obdržela, ráda se nazývala "Dr. Nina Simone“. Dva dny před svou smrtí získala čestný diplom od Curtisova institutu, školy, která ji na začátku kariéry odmítla přijmout.